# مكتب الغرام (فلم)
مكتب الغرام فيلم دراما، غنائي، استعراضي لعام 1950 من إخراج حسن حلمي، الذي شارك السيناريو والحوار مع كاتب القصة جمال حمدي. الفيلم من بطولة محمد أمين، وسعاد مكاوي، ويدور حول رجل مسن يتقدم لمكتب كِتابة رسائل غرامية لكتابة رسائل للراقصة التي يحبها، إلا أنه في الوقت ذاته تبدأ الراقصة في التردُّد على المكتب، وتتقرَّب من الشاب الذي يكتب الرسائل. صدر الفيلم إلى دور العرض المصرية في  17 أبريل 1950.
منح موقع قاعدة بيانات الأفلام العربية «السينما.كوم» الفيلم درجة 4.7/ 10.

## طاقم التمثيل
محمد أمين – سعاد مكاوي – هدى شمس الدين – فؤاد شفيق – عبد الفتاح القصري – وداد حمدي – عزيز عثمان – محمد الجنيدي – حسن كامل – أحمد إبراهيم أحمد.
بطل الفيلم محمد أمين: هذا هو الفيلم رقم 16 في مشواره الفني، والبطولة امام الراقصة هدى شمس الدين (زوجتة)، قدم محمد أمين قرابة 20 عملاً في تاريخه الفني، من بينها: «الحب بهدلة» 1952، و«عشرة بلدي» 1952، و«الستات كده» 1949، و«تحيا الستات» 1944، و«أحب الرقص» 1948، و«حب من السماء» 1943، و«مصنع الزوجات» 1941. تزوج للمرة الثانية من الفنانة كاميليا عام 1949 وذلك بعدما قدما معاً فيلم «الستات كده»، وتزوجا عرفياً، واستمر زواجهما ما يقرب من عامين ثم انفصلا.

## ملخص أحداث الفيلم
يفتح شاباً مكتبًا لكتابة الرسائل الغرامية لمن يطلب، ويحضر إلى المكتب رجلاً مسناً وثرياً، يطلب من الشاب كتابة خطابات غرامية لراقصة مشهورة يحبها، ويريدها أن تبادله الحب. تذهب الراقصة إلى المكتب لمعرفة ما يحدث، ويتكرر ترددها على المكتب، وتتقرب أكثر من الشاب، وتعجب به، وبصوته، وتدفعه إلى العمل بالغناء.

## روابط خارجية
- مقالات تستعمل روابط فنية بلا صلة مع ويكي بيانات